# 사이토크롬 b6f 복합체
사이토크롬 b6f 복합체(영어: cytochrome b6f complex) 또는 플라스토퀴놀-플라스토시아닌 환원효소(영어: plastoquinol-plastocyanin reductase) (EC 1.10.99.1)는 식물, 시아노박테리아 및 녹조류의 엽록체의 틸라코이드 막에서 발견되는 효소로 플라스토퀴놀에서 플라스토시아닌으로 전자전달을 촉매한다. 반응은 미토콘드리아 전자전달계의 사이토크롬 bc1 복합체(복합체 III)에 의해 촉매되는 반응과 유사하다. 광합성에서 사이토크롬 b6f 복합체는 광계 II와 광계 I 사이의 전자전달 과정에 관여하며, 전자전달과 동시에 양성자를 스트로마에서 틸라코이드 내부로 능동수송하여 틸라코이드 막을 경계로 전기화학적 기울기를 생성한다. 이는 나중에 ATP 생성효소에 의해 ATP를 합성하는 데 사용된다.

## 효소 구조
사이토크롬 b6f 복합체는 각 단량체가 8개의 소단위체로 구성된 이량체이다. 이들은 PetG, PetL, PetM, PetN이라는 4개의 작은 소단위체(3~4 kDa)와 함께 c형 사이토크롬을 포함하는 32 kDa 사이토크롬 f, 저전위 및 고전위 헴기를 포함하는 25 kDa 사이토크롬 b6, [2Fe-2S] 클러스터를 포함하는 리에스케 철-황 단백질, 17 kDa의 소단위체 IV라는 4개의 큰 소단위체로 구성된다. 총 분자량은 217 kDa이다.
클라미도모나스 레인하르드티이(Chlamydomonas reinhardtii) 마스티고클라두스 라미노수스(Mastigocladus laminosus), 노스톡속의 종으로부터 사이토크롬 b6f 복합체의 결정 구조를 얻었다. PCC 7120이 결정되었다.
사이토크롬 b6f 복합체의 코어는 사이토크롬 bc1 복합체의 코어와 구조적으로 유사하다. 사이토크롬 b6와 소단위체 IV는 사이토크롬 b와 상동성이고, 두 복합체의 리에스케 철-황 단백질은 상동성이다. 그러나 사이토크롬 f와 사이토크롬 c1은 상동성이 아니다.
사이토크롬 b6f 복합체에는 7개의 보결분자단이 포함되어 있다. 4개는 사이토크롬 b6f 복합체와 사이토크롬 bc1 복합체 모두에서 발견(사이토크롬 c1과 f의 c형 헴, bc1과 b6f의 두 b형 헴(bp 및 bn), 리에스케 단백질의 [2Fe-2S] 클러스터이다. 사이토크롬 b6f 복합체에는 엽록소 a, β-카로틴, 헴 cn (헴 x라고도 함)이라는 3가지 독특한 보결분자단이 있다.
사이토크롬 b6f 복합체 이량체의 코어 내의 단량체 간 공간은 단백질 내 유전 환경의 조절을 통해 헴-헴 전자 전달에 방향성을 제공하는 지질에 의해 점유된다.

## 생물학적 기능
광합성에서 사이토크롬 b6f 복합체는 두 개의 광합성 반응 중심 복합체인 광계 II와 광계 I 사이의 전자와 에너지의 전달을 중계하는 동시에 양성자(H+)를 엽록체 스트로마로부터 틸라코이드 막을 가로질러 틸라코이드 내강으로 전달하는 기능을 한다. 사이토크롬 b6f 복합체를 통한 전자 전달은 엽록체에서 ATP 합성을 촉진하는 양성자 기울기를 생성하는 역할을 한다.
|  |

별도의 반응에서 사이토크롬 b6f 복합체는 NADP+가 환원된 페레독신으로부터 전자를 수용할 수 없을 때 순환적 광인산화에서 중심적인 역할을 한다. P700+의 에너지에 의해 구동되는 이 순환은 ATP 합성을 추진하는 데 사용할 수 있는 양성자 기울기의 형성에 기여한다. 이 순환은 광합성에 필수적이며, 탄소 고정을 위한 ATP/NADPH 생산의 적절한 비율을 유지하는 데 도움을 주는 것으로 나타났다.
사이토크롬 b6f 복합체 내의 p쪽 퀴놀 탈양성자화-산화 반응은 활성 산소의 생성과 관련되어 있다. 퀴놀 산화 부위 내에 위치한 필수 엽록소 분자는 활성 산소의 생성 속도를 향상시키는 구조적, 비광화학적 기능을 수행하고 세포 내 통신을 위한 산화환원 경로를 제공하는 것으로 제안되었다.

## 반응 메커니즘
사이토크롬 b6f 복합체는 두 가지 이동형 산화환원 운반체인 플라스토퀴놀(QH2)과 플라스토사이아닌(Pc) 사이의 비순환적 전자 흐름 (1)과 순환적 전자 흐름 (2)을 담당한다.
| H2O | → | 광계 II | → | QH2 | → | Cyt b6f | → | Pc | → | 광계 I | → | NADPH | (1) |
|     |   |         |   | QH2 | → | Cyt b6f | → | Pc | → | 광계 I | → | Q     | (2) |

사이토크롬 b6f 복합체는 플라스토퀴놀로부터 플라스토사이아닌으로의 전자 전달을 촉매하는 동시에 스트로마로부터 틸라코이드 내강으로 2개의 양성자를 펌핑한다.

QH2 + 2Pc(Cu2+) + 2H+ (스트로마) → Q + 2Pc(Cu+) + 4H+ (내강)
이 반응은 복합체 III에서와 같이 Q 회로를 통해 일어난다. 플라스토퀴놀은 전자 운반체 역할을 하며 전자 분기라고 불리는 메커니즘을 통해 2개의 전자를 고전위 및 저전위 전자전달계로 전달한다. 이 복합체에는 Q 회로의 작동과 광합성에서 산화환원 감지 및 촉매 기능을 담당하는 전자 전달 네트워크를 형성하는 최대 3개의 플라스토퀴논 분자가 포함되어 있다.

### Q 회로
Q 회로의 전반부

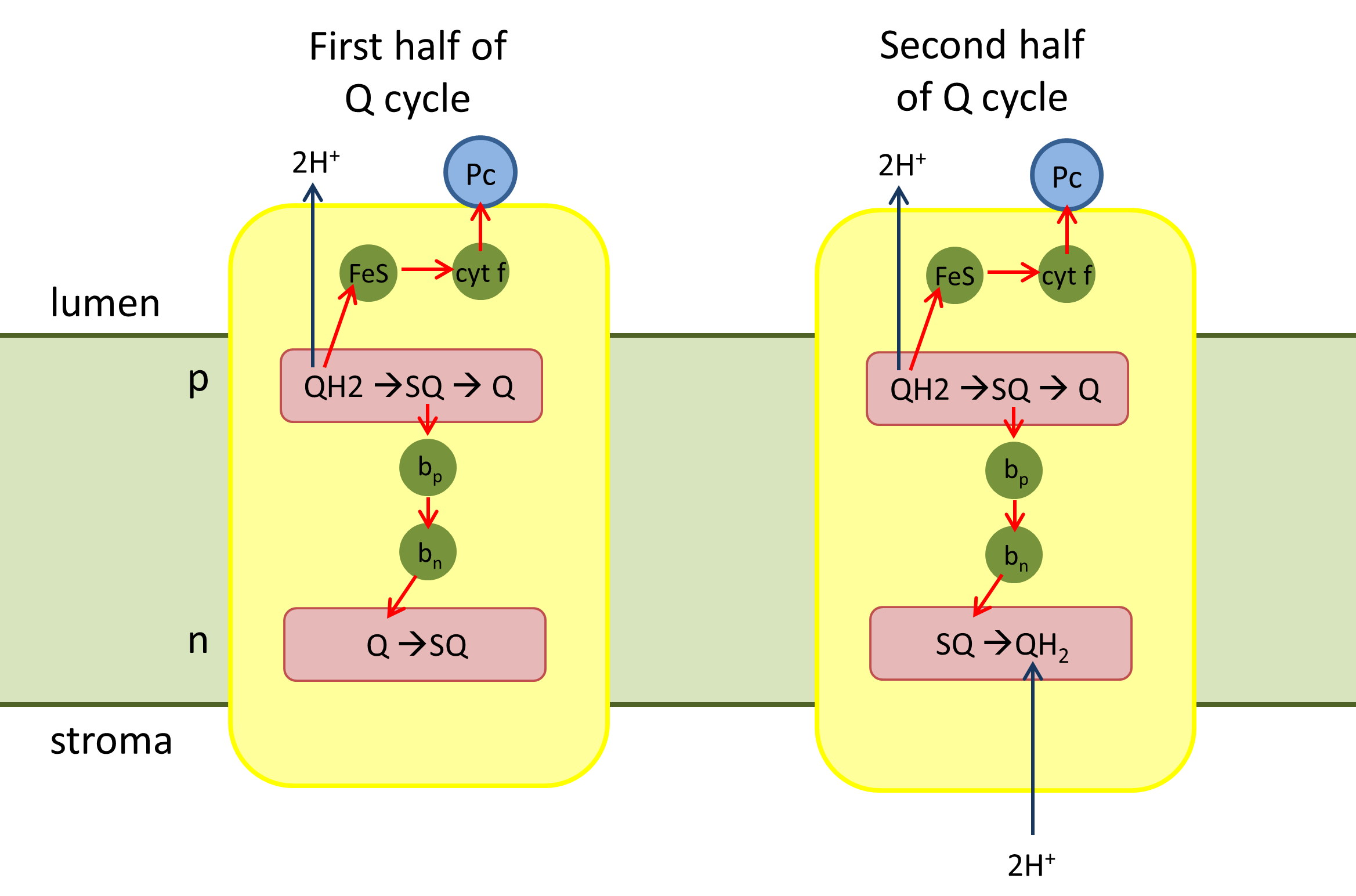
사이토크롬 b_{6}f 복합체의 Q 회로

1. 플라스토퀴놀(QH2)은 복합체의 양성(+)인 'p' 쪽(내강 쪽)에 결합한다. QH2는 철-황 중심에 의해 세미퀴논(SQ)으로 산화되고 2개의 양성자를 틸라코이드 내강으로 방출한다.
2. 환원된 철-황 중심은 사이토크롬 f를 통해 전자를 플라스토사이아닌(Pc)로 전달한다.
3. 저전위 전자전달계에서 세미퀴논(SQ)은 전자를 사이토크롬 b6의 헴 bp로 전달한다.
4. 그런 다음 헴 bp는 전자를 헴 bn으로 전달한다.
5. 헴 bn은 하나의 전자로 Q를 환원하여 세미퀴논(SQ)을 형성한다.

Q 회로의 후반부
1. 두 번째 플라스토퀴놀(QH2)가 복합체에 결합한다.
2. 고전위 전자전달계에서 하나의 전자가 다른 산화된 플라스토사이아닌(Pc)을 환원시킨다.
3. 저전위 전자전달계에서 헴 bn의 전자가 SQ로 전달되고 완전히 환원된 Q2−는 스트로마로부터 2개의 양성자를 얻어 QH2를 형성한다.
4. 산화된 Q와 재생성된 환원된 QH2는 막으로 확산된다.

### 순환적 전자 흐름
복합체 III와 달리 사이토크롬 b6f 복합체는 순환적 광인산화의 핵심인 또 다른 전자 전달 반응을 촉매한다. 페레독신(Fd)의 전자는 플라스토퀴논으로 전달된 다음 사이토크롬 b6f 복합체로 전달되어 플라스토사이아닌을 환원시키며 이는 광계 I의 P700에 의해 재산화된다. 페레독신에 의한 플라스토퀴논의 환원의 정확한 메커니즘은 아직 조사 중이다. 한 가지 제안은 페레독신:플라스토퀴논 환원효소 또는 NADP 탈수소효소가 존재한다는 것이다. 헴 x는 Q 회로에 필요한 것으로 보이지 않고 복합체 III에서도 발견되지 않기 때문에 다음의 메커니즘에 의해 순환적 광인산화에 사용되는 것으로 제안되었다.
1. Fd (환원형) + 헴 x (산화형) → Fd (산화형) + 헴 x (환원형)
2. 헴 x (환원형) + Fd (환원형) + Q + 2H+ → 헴 x (산화형) + Fd (산화형) + QH2

## 같이 보기
- 광합성
- 광인산화
- 사이토크롬 bc1 복합체
- Q 회로